# Sulejman Rebac
Sulejman Rebac (Mostar, 29 marzo 1929 – Mostar, 17 novembre 2006) è stato un calciatore e allenatore di calcio jugoslavo, di ruolo attaccante.

## Palmarès

### Giocatore

#### Competizioni nazionali
- Campionato jugoslavo: 1

Hajduk Spalato: 1954-1955

### Individuale
- Capocannoniere della Coppa Mitropa: 1

1960 (4 gol)